# Vejrup
 For alternative betydninger, se Vejrup (flertydig). (Se også artikler, som begynder med Vejrup)
Vejrup er en by i Sydvestjylland med 788 indbyggere  (2025), beliggende 34 km syd for Grindsted, 26 km vest for Vejen, 12 km nordøst for Bramming og 27 km øst for Esbjerg. Byen hører til Esbjerg Kommune og ligger i Region Syddanmark.
Vejrup hører til Vejrup Sogn. I byen ligger Vejrup Kirke, der er grundlagt omkring år 1100.

## Faciliteter
Vejrup-afdelingen af Fortunaskolen har ca. 100 elever, fordelt på 0.–6. klassetrin, samt 10 lærere og 3 pædagoger. Skolen har også afdelinger i Bramming og Gørding, hvor eleverne fra Vejrup kan fortsætte på 7.–9. klassetrin, og i Årre. Børnehaven Snurretoppen er også en af 5 daginstitutioner under fælles ledelse i Bramming-området.
Vejrup-Endrup Fritidscenter har idrætshal til sport og store arrangementer, multisal til 140 spisende gæster, lille sal til 60 spisende gæster og mødelokale til 14 personer. Centret har aftale med Endrup Kro, som kan stå for arrangementet.
Vejrup har købmandsforretning i ny butik fra 2015. Vejrup ligger 3 km fra Esbjergmotorvejen. Sydtrafik giver byen busforbindelse med Esbjerg, Gørding, Holsted, Brørup og Vejen.

## Historie
I 1904 beskrives Vejrup således:"Vejrup (c. 1290: Withrup, c. 1340: Wythorp), delt i Nørre-, Sønder- og Vester-V., med Kirke, ved Landevejen, 2 Skoler (østre og vestre Sk.), Forsamlingshus (opf. 1886), Sparekasse (opr. 1874...Antal af Konti 183), Mølle, Andelsmejeri og Kro" Det var Nørre-Vejrup, der havde de nævnte faciliteter og senere udviklede sig til en by. Sønder- og Vester-Vejrup var kun spredte gårde og huse, og Vester-Vejrup var ikke engang nævnt på det høje målebordsblad fra 1800-tallet.

### Stationsbyen
Vejrup fik i 1916 jernbanestation på Diagonalbanen, som i 1920 blev fuldt udbygget mellem Randers og Esbjerg. Vejrup Station lå lige øst for Nørre-Vejrup, tæt ved kirken. Kroen blev flyttet hen til stationen.
Diagonalbanen indstillede persontrafikken i 1971, men fortsatte som godsbane mellem Bramming og Grindsted indtil 2012. Godsbanens formål blev at betjene Grindstedværket, så der var ikke ekspedition i Vejrup. "Veterantog Vest" under Dansk Jernbane-Klub anlagde træperroner og kørte veterantog på godsbanen indtil sporet blev lukket. Skinnerne ligger der endnu, men sporet er stedvis tilgroet. Stationsbygningen er bevaret på Stationsvej 2.